# Дело Бачковски и другие против Польши
Дело Бачковски и другие против Польши (Bączkowski and Others v Poland) рассматривалось Европейским судом по правам человека, который единогласно постановил, что запрет на проведение парада ЛГБТ в Варшаве, известного как Parada Równości (парад равенства) в 2005 году, является нарушением статей 11, 13 и 14 Европейской конвенции о правах человека .

## Предыстория
В 2005 году мэр Варшавы Лех Качиньский (впоследствии президент Польши) отказал в проведении ЛГБТ-парада в городе, мотивируя свое решение тем, что организаторы не представили план организации дорожного движения, что такое парад будет продвигать «гомосексуальный образ жизни» в Варшаве, и что он против «пропаганды гей-ориентации».  Вопреки запрету, 11 июня 2005 г. вышло около 2500 человек. 
За день до парада, 10 июня 2005 г., организаторы обратились к губернатору Мазовского воеводства, утверждая, что решение Мэра нарушило их право на мирные собрания. Губернатор постановил, что требование о плане организации дорожного движения было незаконным, и что парад был незаконно ограничен. Несмотря на это, дальнейшее разбирательство было прекращено, поскольку парад состоялся 11 июня 2005 г.
16 декабря 2005 года организаторы парада во главе с Томашем Бачковски начали судебное дело против Республики Польша в Европейском суде по правам человека, утверждая, что их право на мирные собрания было нарушено и что с ними обращались дискриминационным образом, учитывая, что другие марши были разрешены к проведению 11 июня. ЕСПЧ принял дело к рассмотрению 5 декабря 2006 г.

## Решение
Европейский суд по правам человека постановил, что, несмотря на то, что марш все же состоялся, тот факт, что он был запрещен властями города, представляет собой нарушение свободы собраний в соответствии со статьей 11 Европейской конвенции о правах человека. Кроме того, постановление подтвердило, что:
Позитивное обязательство государства по обеспечению подлинного и эффективного уважения свободы ассоциаций и собраний имеет особое значение для лиц с непопулярными взглядами или принадлежащих к меньшинству, поскольку они более уязвимы для виктимизации.
Суд также заявил, что Польша нарушила статью 14 Конвенции, поскольку другие марши, которые состоялись в тот же день, не подпадали под те же условия, что и марш за права ЛГБТ, и были разрешены к проведению. 
Кроме того, суд постановил, что статья 13 Конвенции, касающаяся права на эффективное средство правовой защиты, была нарушена, поскольку организаторы не имели в своем распоряжении какой-либо правовой процедуры, которая позволила бы им обжаловать решение до даты проведения марша.

## Реакции
Правозащитные группы ЛГБТ приветствовали это решение как знаковое решение в отношении прав ЛГБТ на свободу собраний. По словам Роберта Бедроня, лидера Кампании против гомофобии, польской организации по защите прав ЛГБТ, решение представляет собой «очень важный шаг к равенству геев и лесбиянок в Польше, а также... в некоторых других странах Центральной и Восточной Европы".

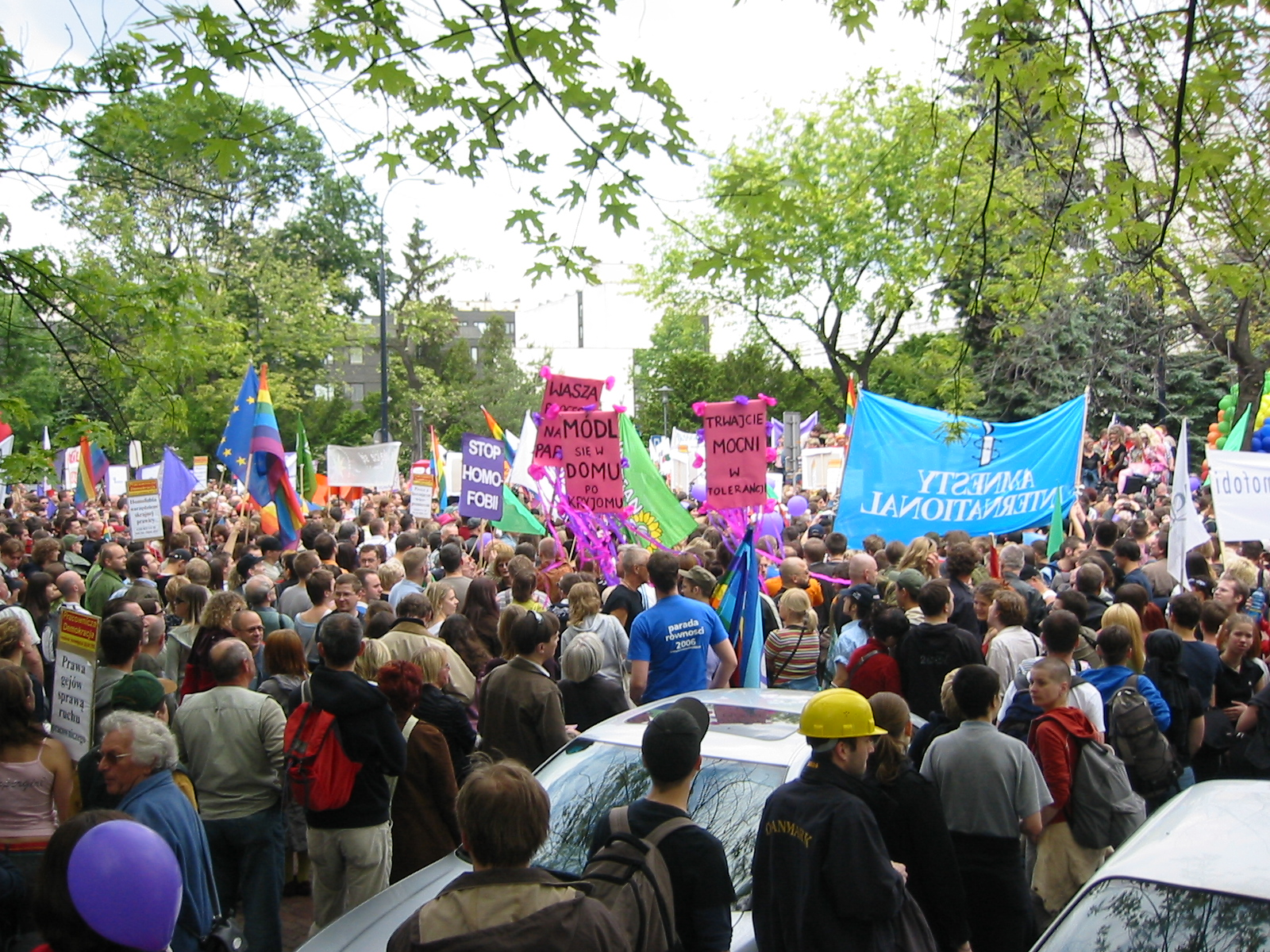
Парад равенства, 2006

Майкл Кэшман, глава Интергруппы Европейского парламента по правам геев и лесбиянок, заявил:
Я очень доволен этим решением. Оно является подтверждением всего того, что мы говорили о действиях правительства Польши против основных свобод польских ЛГБТ-мужчин и женщин
.
Сара Ладфорд, депутат Европарламента от либеральной демократической партии из Соединенного Королевства, заявила, что «это решение чрезвычайно важно, поскольку впервые Европейский суд по правам человека вынес конкретное решение по вопросу о запрете маршей за равенство и гей-прайд. Его разъяснение о том, что свобода собраний полностью применяется к этим событиям, хотя и полностью ожидаемо, тем не менее приветствуется». 
Госсекретарь Мацей Лопинский заявил, что «президент [Лех Качиньский] может предпринять дальнейшие действия»  а в 2007 году высказывались предположения, что президент Польши может обжаловать приговор (этого не произошло).